# Atari 2600
Atari 2600 ili VCS 2600 (Video Computer System 2600) je igraća konzola koju je razvila tvrtka Atari i predstavila na tržištu 1977. godine. Ova konzola je postala uzor mnogim drugim konzolama koje su se kasnije pojavile. Dizajn i koncept VCS 2600 je i danas prisutan u konzolama kao što su PlayStation i Xbox. Nakon 1982. godine, konzola VCS 2600 preimenovana je u Atari 2600.

## Tehničke značajke
- procesor: MOS 6507 na 1,19 MHz
- grafička razlučivost 160 x 192 piksela
- dvokanalni zvuk
- RAM: 128 bajtova
- ROM (umetci): najviše 4 kb

## Igre
- Dodatak:Popis igara za Atari 2600